# 山内義雄

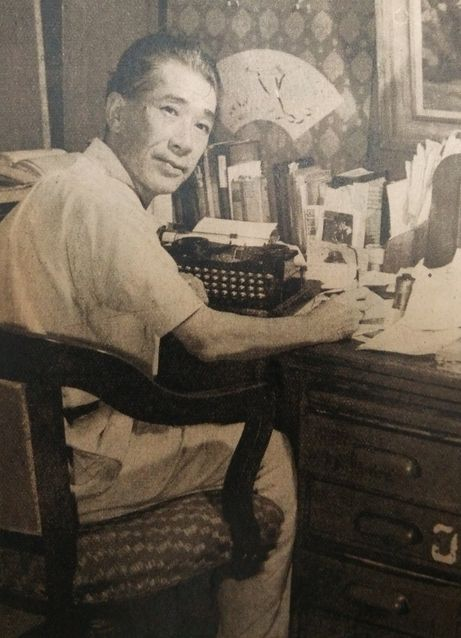
1948年

山内 義雄（やまのうち よしお、1894年3月22日 - 1973年12月17日）は、日本のフランス文学者。長く早稲田大学ほかの教職を務め、また、多くの訳業を遺した。日本芸術院会員。

## 生涯
1894年（明治27年）、父通義、母テウの次男として、東京市牛込区（現在の東京都新宿区）市谷田町に生まれた。父は陸地測量部長を経て初代の陸軍砲工学校長を務めた陸軍工兵大佐であった。暁星小学校・同中学校を経て、1911年（17歳）、東京外国語学校仏語科に進んだ。中学時代、永井荷風と上田敏の訳詩によりヴェルレーヌやボードレールを知り、原書を輸入して読み、また、作歌・詩作も試みた。
1915年（大正4年）（21歳）、東京外国語学校を卒業し、家庭の事情で、希望の京都帝国大学文学部でなく、法学部に入って、文学部上田敏教授の講義をその急逝までの1年余聴いて、直接の薫陶も受けた。1918年経済学部に移ったが、1921年、ポール・クローデル大使が来日することを知って東京帝国大学仏文科専科に転じ、また、東京外国語学校講師を務めた。1923年、東京帝国大学を退学し、1924年、東京外国語学校講師を辞した。
26歳上のクローデルとは紹介されて相知り、フランス語の才能を認められて、1927年初めの離日まで繁く行動を共にし、舞踊劇『女と影』（1922年、帝国劇場）、詞華集『百扇帖』（1927年、新潮社）など、大使の滞日作品の出版、上演に尽力した。「完全なフランス語を話す青年」と評されたと言う。
1922年（大正11年）28歳、刊行されたロジェ・マルタン・デュ・ガールの『チボー家の人々 第1部 灰色のノート』の翻訳をただちに始めた。1923年、アンドレ・ジッドの狭き門の完訳を初めて上梓した。日本にジッド・ブームを引き起こした名訳と言われる。
1924年（30歳）、アテネ・フランセ教授となった。 鎌倉市長谷に移転した。1927年、吉江喬松教授に招かれ、早稲田大学の教職に就いた。1928年、鎌倉市笛田へ移った。
1932年（38歳）、『女人芸術』誌の同人、小池みどりと結婚し、のちに2女2男を得た。1935年、東京市牛込区（現在の東京都新宿区）新小川町の同潤会江戸川アパートへ移った。
1938年（44歳）、『チボー家の人々 第一部 灰色のノート』を白水社より出版した。以後1940年の『第7部 父の死』まで刊行し、広く読まれたが、戦争の激化により中断を余儀なくされた。
1941年、レジオン・ドヌール、シュヴァリエ勲章を贈られた。1945年8月1日の空襲で、八王子市郊外に疎開してあった蔵書を焼かれた。1946年、アテネ・フランセを辞した。
1950年（56歳）、『チボー家の人々 第7部 1914年夏』を出版し、それにより日本芸術院賞を受けた。翌々年『第8部 エピローグ』の刊行を終えた。続いて、ジュール・ロマンの『善意の人々』の完訳を宿願としたが、その一部『ヴェルダン』の上梓のみに終わった。
1958年（64歳）、白百合短期大学講師を兼ねた。1964年（70歳）、早稲田大学教授を定年退職し、翌年、白百合短期大学教授となった。1966年、日本芸術院第2部の会員に選ばれた。1968年、カトリック教会の洗礼を受けた。
1971年（77歳）、初めてフランスへ旅した。
1973年（昭和48年）（79歳）、肺がんにより没し、八王子の上川霊園に葬られた。

## 文業

### おもな著作
- 『ブウルジェ』：「岩波講座世界文学8 - 2 近代作家論(1933)」の中
- 『現代文学の諸傾向』：岩波講座世界文学11 - 4(1933)
- 『遠くにありて』：毎日新聞社(1975)（没後） → 講談社文芸文庫(1995) ISBN 9784061963115

### おもな訳業
初版の年代順に列記する。多く改版・編集されているが、それらのうちの最新版を、各列の「 / 」の後ろに記す。
- 1923年、『仏蘭西詩選』、新潮社 / 1995年、『フランス詩選』、白水社 ISBN 9784560043509
- 1923年、アンドレ・ジッド、『狭き門』、新潮社 現代仏蘭西文芸叢書 / 1987年、『狭き門 改版』、新潮文庫 ISBN 9784102045039
- 1924年、アナトール・フランス、『影の彌撒』、新潮社 / 2000年、『影のミサ』、「アナトール・フランス小説集7、白水社 ISBN 9784560048870」の中
- 1925年、メーテルリンク、『モンナ・ヴァンナ』、新潮社 泰西戯曲選集11 / 1927年、「新潮社世界文学全集31」中
- 1925年、メーテルリンク、『マレエヌ姫』、新潮社 泰西戯曲選集14 /  1939年、新潮文庫
- 1926年、フェルディナン・ファブル(Ferdinand Fabre),『美しき夕暮』、新潮社 / 1954年、角川文庫
- 1927年、アレクサンドル・デュマ・ペール、『モント・クリスト』、新潮社 世界文学全集15、16 / 1979年、『モンテ・クリスト伯』、岩波文庫（7冊） ISBN 9784003253311, ISBN 9784003253328, ISBN 9784003253335, ISBN 9784003253342, ISBN 9784003253359, ISBN 9784003253366, ISBN 9784003253373
- 1927年、メーテルリンク、『闖入者』、「新潮社世界文学全集31」中
- 1928年、コルネイユ、『ル・シッド』、「新潮社世界文学全集6」中
- 1930年、ポール・ブールジェ(Paul Bourget),『弟子』、「新潮社世界文学全集第2期2」中
- 1930年、ポール・ブールジェ、『アンドレ・コルネリス』、「新潮社世界文学全集第2期2」中
- 1931年、ロラン・ドルジュレス(Roland Dorgelès),『戦争の溜息』、新潮社 / 1957年『木の十字架』、「三笠書房 現代世界文学全集5」中
- 1934年、アンドレ・ジッド『贋金つくり』、建設社 アンドレ・ジッド全集第4巻 / 1989年、『贋金つかい』、「河出世界文学全集16」中
- 1934年、アンドレ・ジッド、『ユリアンの旅』、「建設社 アンドレ・ジッド全集第6巻」中 / 1976年、青銅社（伊吹武彦と共訳）
- 1934年、ジュール・ロマン、『新しき町』、建設社 / 1962年、『新しい町』、「集英社 世界短篇文学全集7」中
- 1935年、ルイ・エモン(Louis Hémon),『白き処女地』、白水社 / 1994年、新潮文庫 ISBN 9784102500415
- 1935年、シャルル・ルイ・フィリップ 『母と子 母への手紙』、白水社 / 1960年、白水社
- 1937年、 ポール・クローデル、『庭 詩集』、伸展社
- 1938年、ジュール・ロマン、『或る男の死』、白水社 / 1940年、白水社
- 1958年、ジュール・ロマン、『ヴェルダン』（「善意の人々」16）、新潮社現代世界文学全集33
- 1938年、ロジェ・マルタン・デュ・ガール、『チボー家の人々 1 灰色のノート』、白水社 / 1984年改版の白水Uブックス版
- 1939年、〃、『〃 2  少年園』、〃 / 〃
- 1940年、アンドレ・モーロワ、『新しき大戦』、白水社
- 1939年、ロジェ・マルタン・デュ・ガール、『チボー家の人々 3 美しき季節 上』、白水社 / 1984年改版の白水Uブックス版
- 1939年、〃、『〃 4 美しき季節 下』、〃 / 〃
- 1939年、〃、『〃 5 診察』、〃 / 〃
- 1940年、〃、『〃 6 ラ・ソレリーナ』、〃 / 〃
- 1940年、〃、『〃 7 父の死』、〃 / 〃
- 1948年、アルチュール・ランボー、『地獄の一季節』、第三書房 /  1993年、『地獄の一季節 改訂新版』第三書房 ISBN 9784808623623
- 1950年、ロジェ・マルタン・デュ・ガール、『チボー家の人々 8 1914年夏1』、白水社 / 1984年改版の白水Uブックス版
- 1950年、〃、『〃 9 1914年夏2』、〃 / 〃
- 1950年、〃、『〃 10 1914年夏3』、〃 / 〃
- 1952年、〃、『〃 11 エピローグ』、〃 / 〃
  - 1984年の白水Uブックス版『チボー家の人々』38 - 50の、ISBN番号は次である。ISBN 9784560070383, ISBN 9784560070390, ISBN 9784560070406, ISBN 9784560070413, ISBN 9784560070420, ISBN 9784560070437, ISBN 9784560070444, ISBN 9784560070451, ISBN 9784560070468, ISBN 9784560070475, ISBN 9784560070482, ISBN 9784560070499, ISBN 9784560070505
- 1952年 - 1954年、エクトル・マロ、『家なき子 上中下』、岩波少年文庫 / 1992年、復刻版、岩波少年文庫
- 1958年、ロジェ・マルタン・デュ・ガール、『ジャン・バロワ 上下』、新潮文庫 / 1965年、白水社
- 1958年、リュドヴィク・アレヴィ(Ludovic Halévy),『愛の司祭』、角川文庫